# Georges Dessommes
Georges Dessommes (ur. 1855 w Nowym Orleanie, zm. 1929 w Burbank) – amerykański pisarz francuskojęzyczny.
Najmłodszy brat Édouarda Dessommesa, w 1860 roku przeniósł się wraz ze swoją rodziną do Paryża, aby uciec przed wojną secesyjną. W 1870 roku wrócił do Nowego Orleanu. Jego wiersze były początkowo publikowane w Comptes-rendus de l'Athénée louisianais oraz Carillon. Był głównym redaktorem publikacji Charlesa Bletona Petit Journal.

## Dzieła
- Tante Cydette (1888)